# ロッカノーヴァ
ロッカノーヴァ（イタリア語: Roccanova）は、イタリア共和国バジリカータ州ポテンツァ県にある、人口約1,500人の基礎自治体（コムーネ）。

## 地理

### 位置・広がり

#### 隣接コムーネ
隣接するコムーネは以下の通り。括弧内のMTはマテーラ県所属を示す。
- アリアーノ (MT)
- カストロヌオーヴォ・ディ・サンタンドレーア
- キアロモンテ
- ガッリッキオ
- ミッサネッロ
- サン・キーリコ・ラパーロ
- サンタルカンジェロ
- セニーゼ